# Thøger Emil Rosenørn
Thøger Emilius "Emil" Rosenørn (15. maj 1787 på Hersomgård – 20. august 1819 i Atlanterhavet) var en dansk søofficer, bror til lensbaron Henrik Christian Rosenørn-Lehn samt stiftamtmændene Carl Gustav og Peder Otto Rosenørn.
Rosenørn var søn af kammerherre Christian Teilmann Rosenørn til Hersomgård (1741-1812) og Kirstine Maria Wormskiold (1752-1817). Han blev kadet i Marinen 1802, vandt Gerners Medalje 1804, blev sekondløjtnant 1805, premierløjtnant 1811 og kaptajnløjtnant 1818. I sin forholdsvis korte virketid har han gjort sig ikke lidt bemærket ved sin faste og modige karakter og ved de kampe, hvori han under krigen 1807-14 deltog. 1807 var han chef for kanonbåden Svendborg, der var indlemmet i hovedstadens defension fra søsiden; det påfølgende år førte han kongejagten Søormen, der sammen med løjtnant Otto Frederik Rasch (briggen Fama) havde station ved Nyborg, da de spanske hjælpetropper under Marquis de la Romana gjorde oprør, satte sig i forbindelse med de i Storebælt stationerede engelske orlogsskibe og opfordrede de danske til overgivelse. Da denne opfordring blev afslået, angreb en meget overlegen engelsk søstyrke samt kystbatterierne i land (besatte af spanierne) Rosenørns og Raschs skibe 9. august og tvang dem efter et heltemodigt forsvar til at stryge. 1809 var han ansat ved roflotillen, men blev atter taget til fange af englænderne. 1811 som chef for den lille brig Alban traf han 11. maj i Nordsøen en svær engelsk brig, med hvem han kæmpede tappert. Da han mærkede, at sejren alligevel ville tilfalde fjenden, kappede han rejsningen og huggede hul i skibet, inden han overgav sig. I Historisk Tidsskrift, 5. række II, 377 f. fortælles der om hans energiske optræden over for besætningen, der i træfningen viste tegn til opsætsighed; men i hans egen rapport nævnes denne sag ikke, tvært imod roser han folkene i høje toner; der er derfor grund til at tvivle om rigtigheden af hin beretning. 1813 var han chef for en kanonbåd, Prøven, med hvilken han ved Fladstrand havde en heldig affære mod en engelsk konvoj. Efter freden foretog Rosenørn nogle rejser til Rusland, 1818-19 var han chef for skonnerten St. Thomas i Dansk Vestindien; på hjemrejsen med dette skib faldt han over bord i en storm 20. august 1819 og druknede. Rosenørn var ugift. 1809 var han blevet Ridder af Dannebrog.